# A fekete nyíl
A fekete nyíl (The Black Arrow) Robert Louis Stevenson 1888-ban megjelent történelmi regénye. Magyarul 1928-ban adták ki először.

## Történet
A 15. században játszódik Angliában, a Rózsák háborúja időszakában. A fiatal hős, Richard (Dick) Shelton rájön, hogy apja haláláért Sir Daniel Brackley a felelős. Csatlakozik a Tunstall-erdőben gyülekező elégedetlenkedőkhöz, hogy bosszút állhasson. Megmenti Johanna Sedleyt, akit szívéből szeret, és akit Sir Daniel szeretne feleségül venni. Dick és Joanna véres csatákat túlélve, főúri összecsapások kalamajkái között, rengeteg viszontagságon átvergődve jutnak el a dicsőségig és a boldogságig.

## Szereplők
- Richard (Dick) Shelton
- Joanna Sedley
- Bennet Hatch
- Nicholas Appleyard
- Sir Oliver Oates
- Sir Daniel Brackley
- Kósza Will
- Ellis Duckworth

## Magyarul
- A fekete nyíl. Elbeszélés a fehér rózsa és piros rózsa harcaiból; ford. Házsongárdy Gábor; Franklin, Bp., 1928
- A fekete nyíl. Történelmi regény; ford., átdolg. Szinnai Tivadar; Móra, Bp., 1973 (Delfin könyvek)
- A fekete nyíl. Regény; ford. Házsongárdy Gábor, átdolg. Pogány Elza; Ékezet, Bp., 1994

## Filmváltozatok (válogatás)

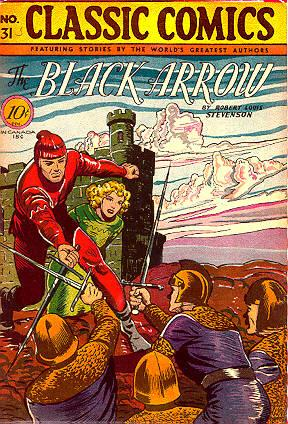
Az amerikai Classic Comics magazin által kiadott képregényváltozat borítója

- La freccia nera (olasz tévé-minisorozat)
- A fekete nyíl (szovjet film, 1985)
- Fekete nyíl – A Rózsák háborúja (amerikai-spanyol kalandfilm, 1985)[2]
- Fekete nyíl (olasz filmsorozat, 2006)[3]